# Parque natural del Duero Internacional
El parque natural del Duero Internacional (oficialmente en portugués parque natural do Douro Internacional, PNDI) es un espacio natural protegido situado en el sureste del distrito de Braganza y el noreste del distrito de Guarda, regiones de Trás-os-Montes y Beira Alta, Portugal.
En casi toda la zona, los encajonamientos de los cursos fluviales de los ríos Duero y Águeda hacen de frontera natural entre España y Portugal. El Gobierno portugués incluyó este territorio a su red de espacios naturales protegidos el 11 de mayo de 1998. La orilla española, bajo la denominación de parque natural de Arribes del Duero, fue protegida el 11 de abril de 2002. Está catalogado también como Zona de Especial Protección para las Aves (ZEPA) y Zona Especial de Conservación (ZEC), del proyecto europeo Red Natura 2000. Además, el 9 de junio de 2015, los dos parques son declarados reserva de la biosfera transfronteriza por la Unesco bajo la denominación de Meseta Ibérica, junto a otras zonas protegidas españolas y portuguesas, destacando el parque natural Lago de Sanabria y sierras Segundera y de Porto en territorio español y el parque natural de Montesinho en la parte lusa, así como distintos espacios de la Red Natura 2000.

## Extensión y territorio
Las profundas incisiones de los ríos Duero y Águeda que sirven de frontera natural entre España y Portugal, dividen una zona de idénticas características entre ambos países. El Duero y sus afluentes son el elemento común y nexo de unión de todo un territorio que se extiende linealmente a lo largo de más de 120 km. El Duero es internacional desde la presa de Castro hasta Barca de Alba. En este lugar se le une el río Águeda, que es internacional desde esta aldea hasta el lugar donde se le une el río Turones, cerca de La Bouza. La parte portuguesa, declarada parque natural del Duero Internacional, se extiende sobre una superficie de 85 150 hectáreas, mientras que la parte española, declarada parque natural de Arribes del Duero, se extiende sobre una superficie de 106 105 hectáreas. Las demarcaciones de estos parques protegen el territorio que comprende las depresiones causadas por los ríos y la más colindante franja de meseta adyacente. Los dos parques suman una superficie de 191 255 hectáreas, lo que convierte a esta zona en una de las áreas protegidas más grandes de Europa.

### Demarcación, municipios y localidades
La demarcación del parque comprende (total o parcialmente) la superficie de 4 municipios:
- Distrito de Braganza: Freixo de Espada à Cinta, Miranda do Douro y Mogadouro.
- Distrito de Guarda: Figueira de Castelo Rodrigo.

## Fauna

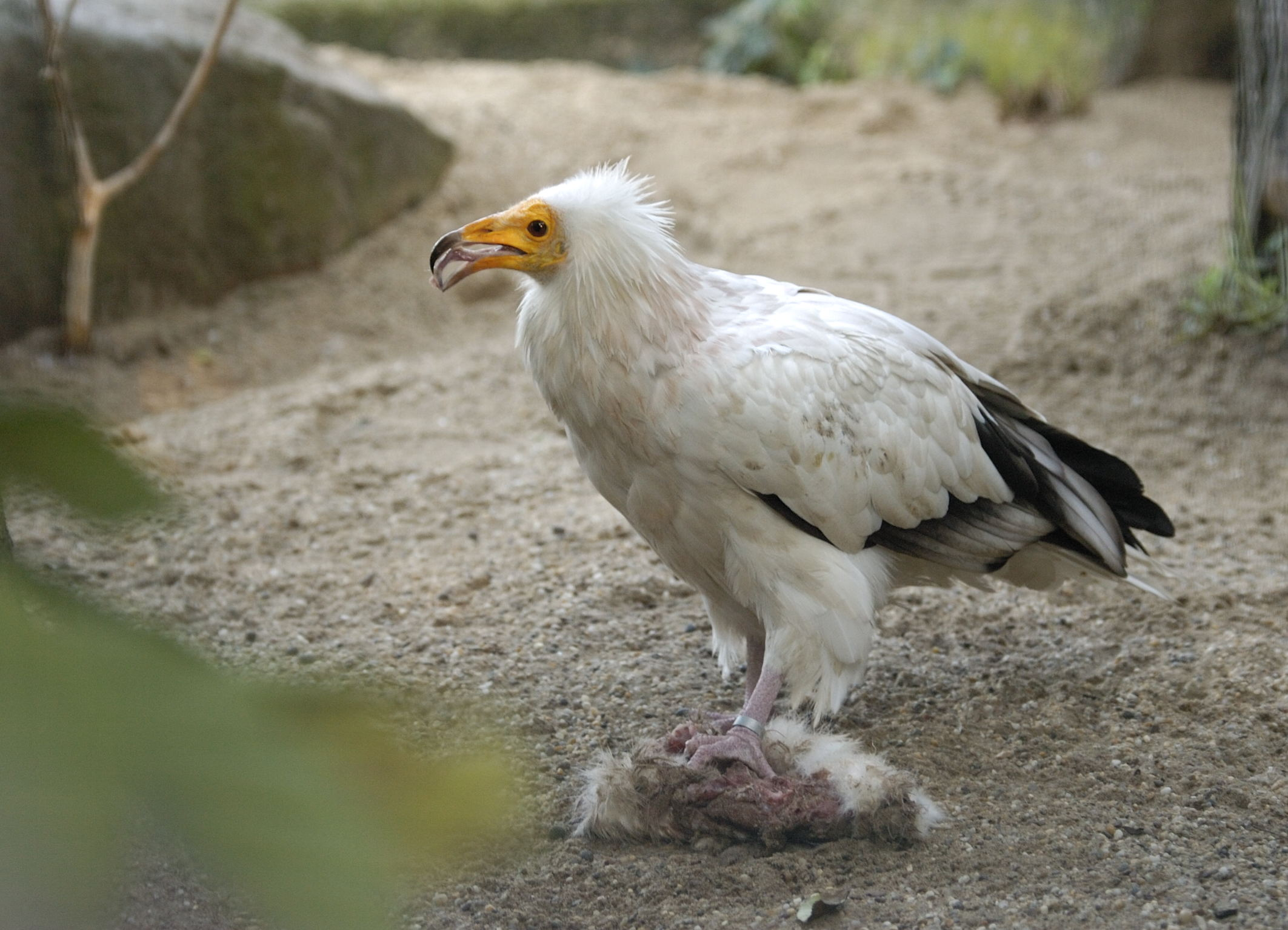
Alimoche
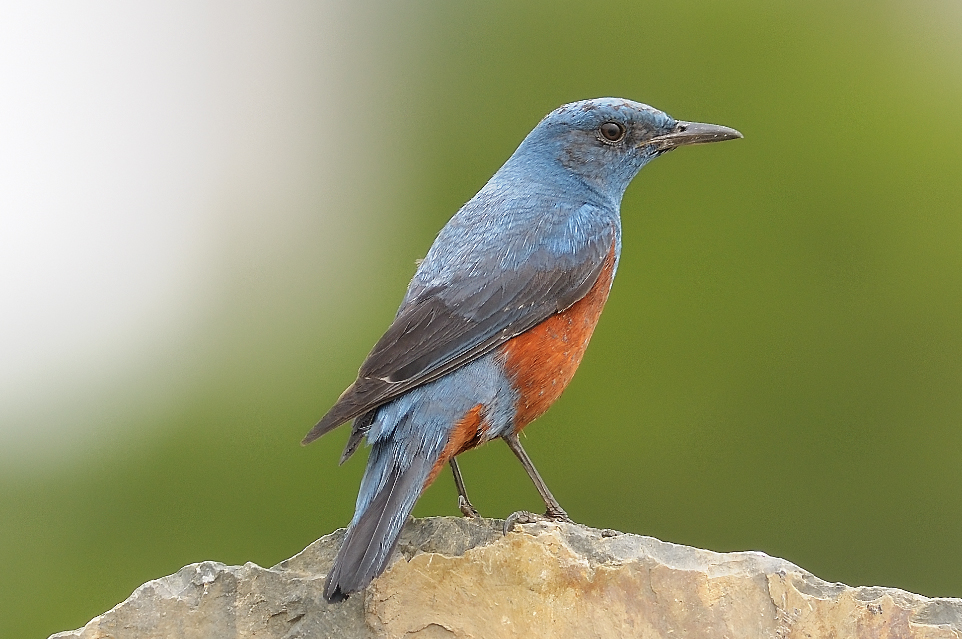
Roquero solitario
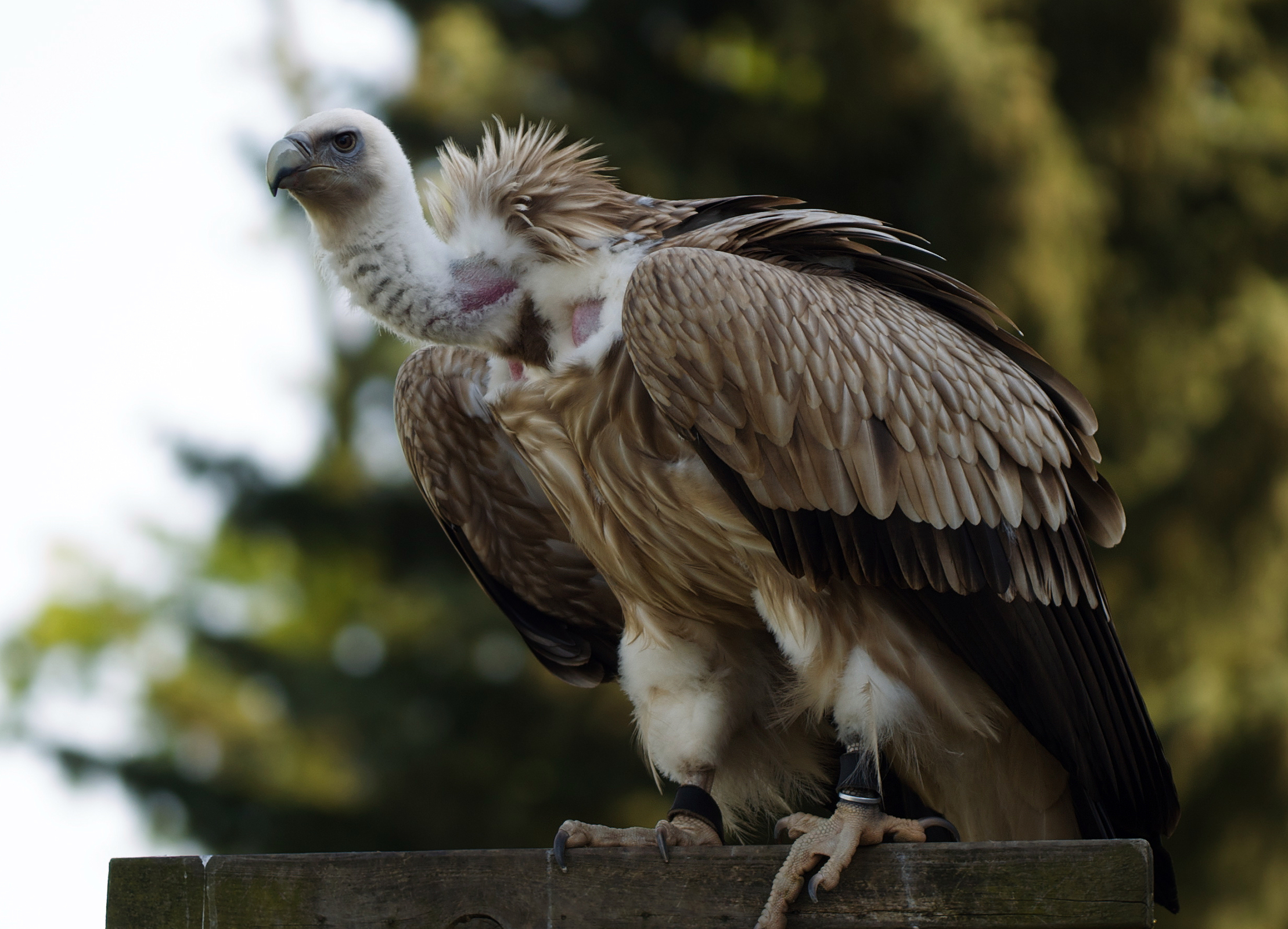
Buitre leonado
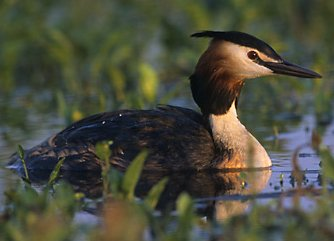
Somormujo lavanco
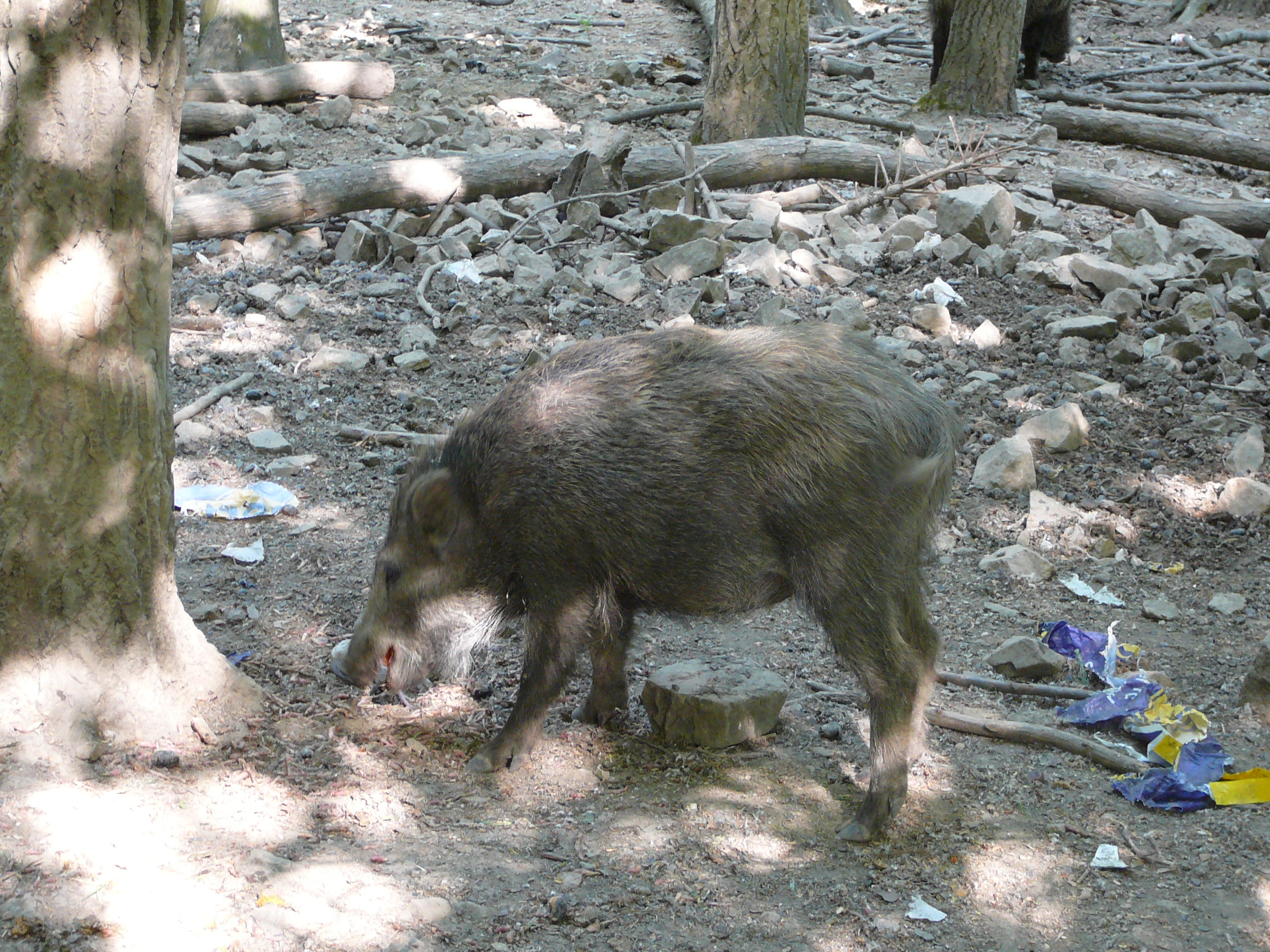
Jabalí
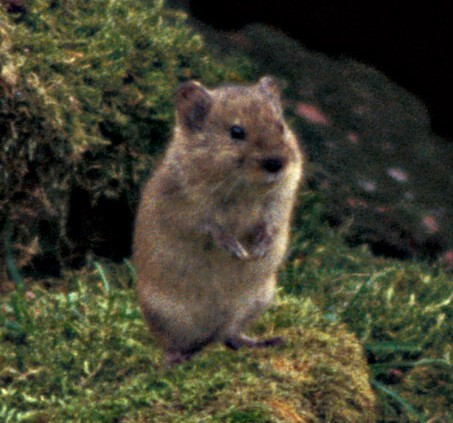
Topillo de Cabrera
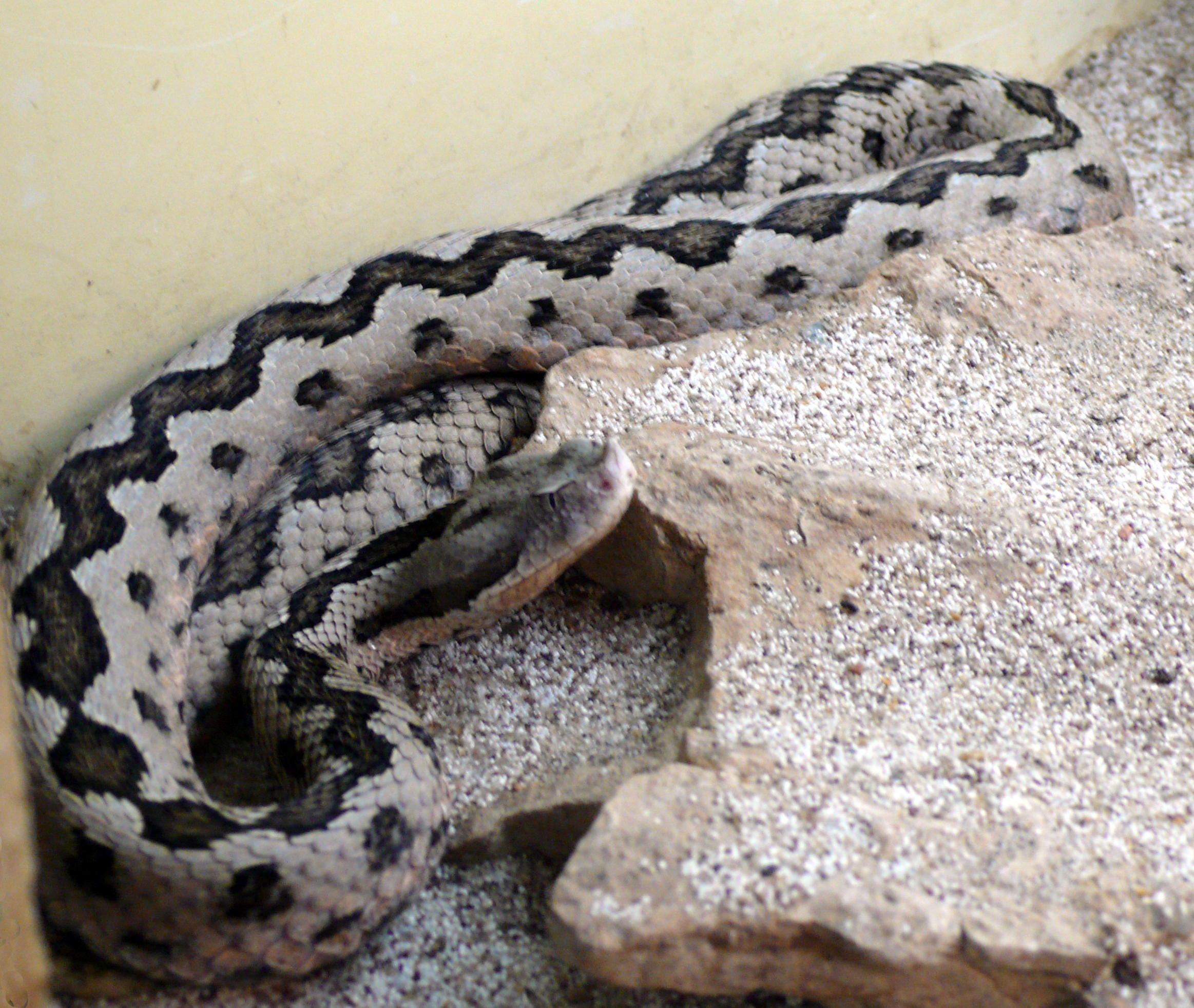
Víbora hocicuda
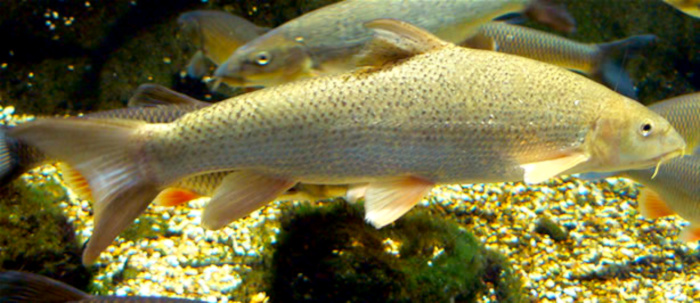
Barbo

## Patrimonio y lugares de interés

### Patrimonio natural singular
Debido a su belleza natural, son especialmente llamativos una serie de lugares como la cascada de la Haya de Agua Alta en Bemposta o la playa de la Congida en Freixo de Espada à Cinta.

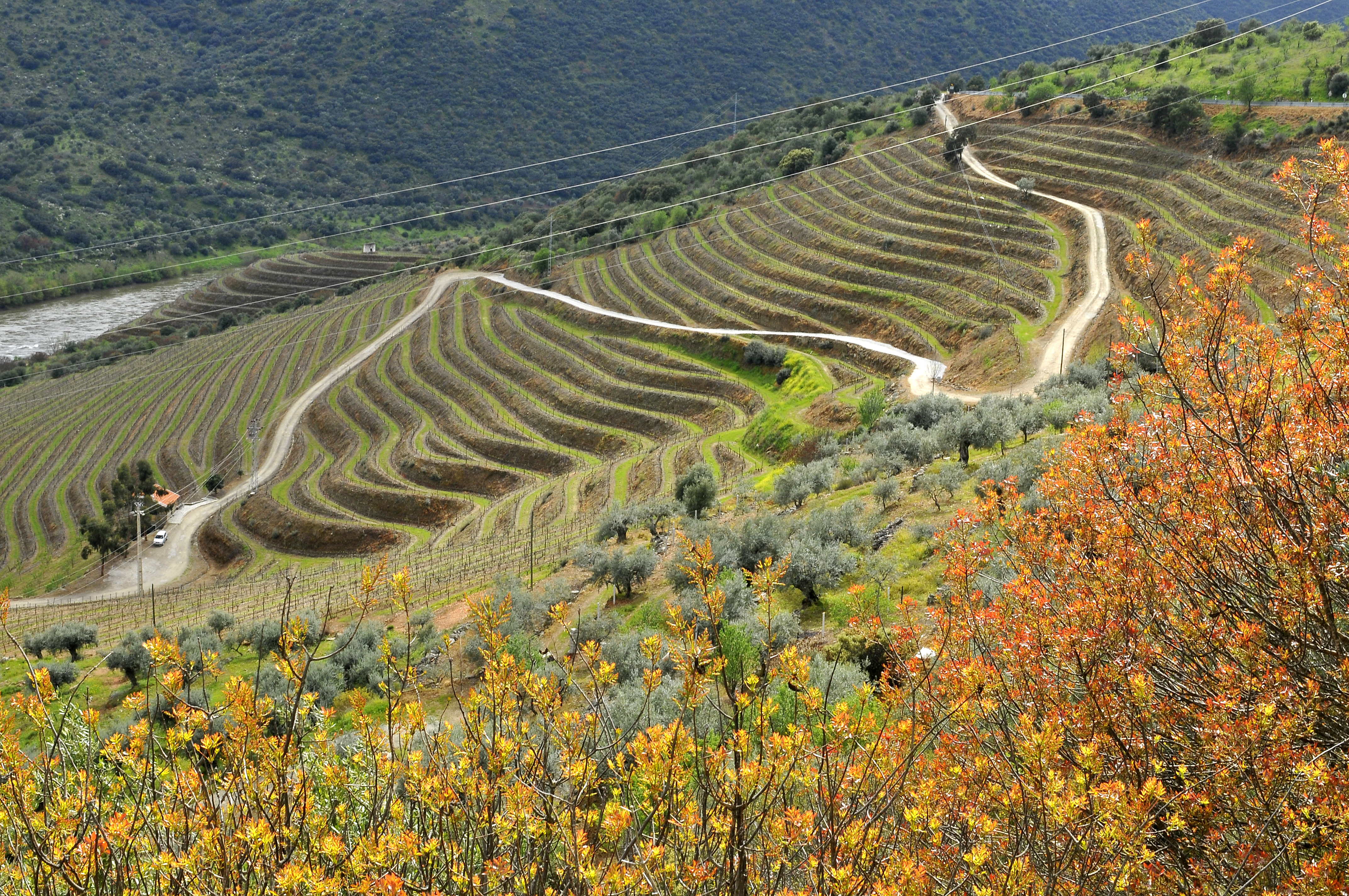
Viñedos
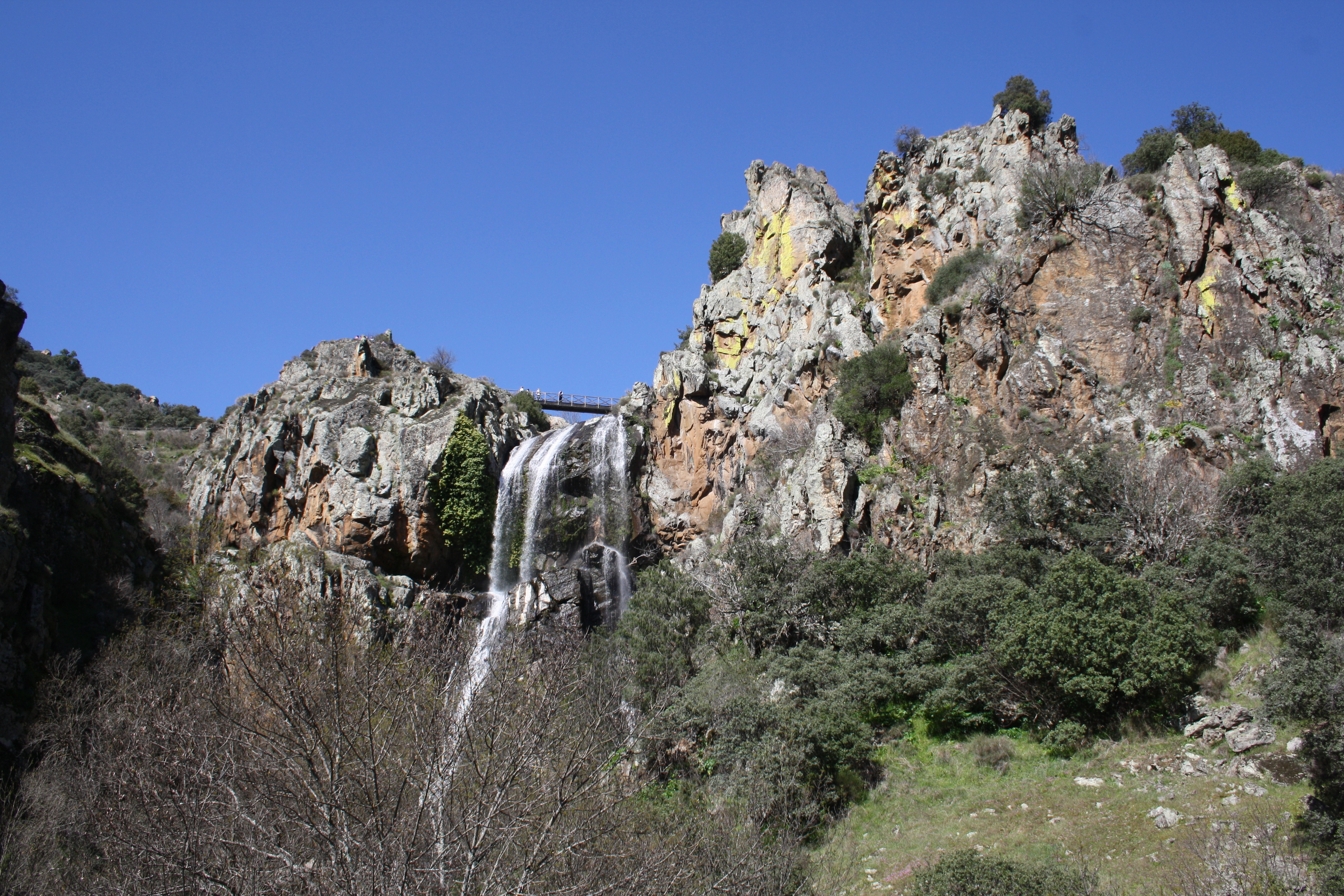
Haya de Agua Alta
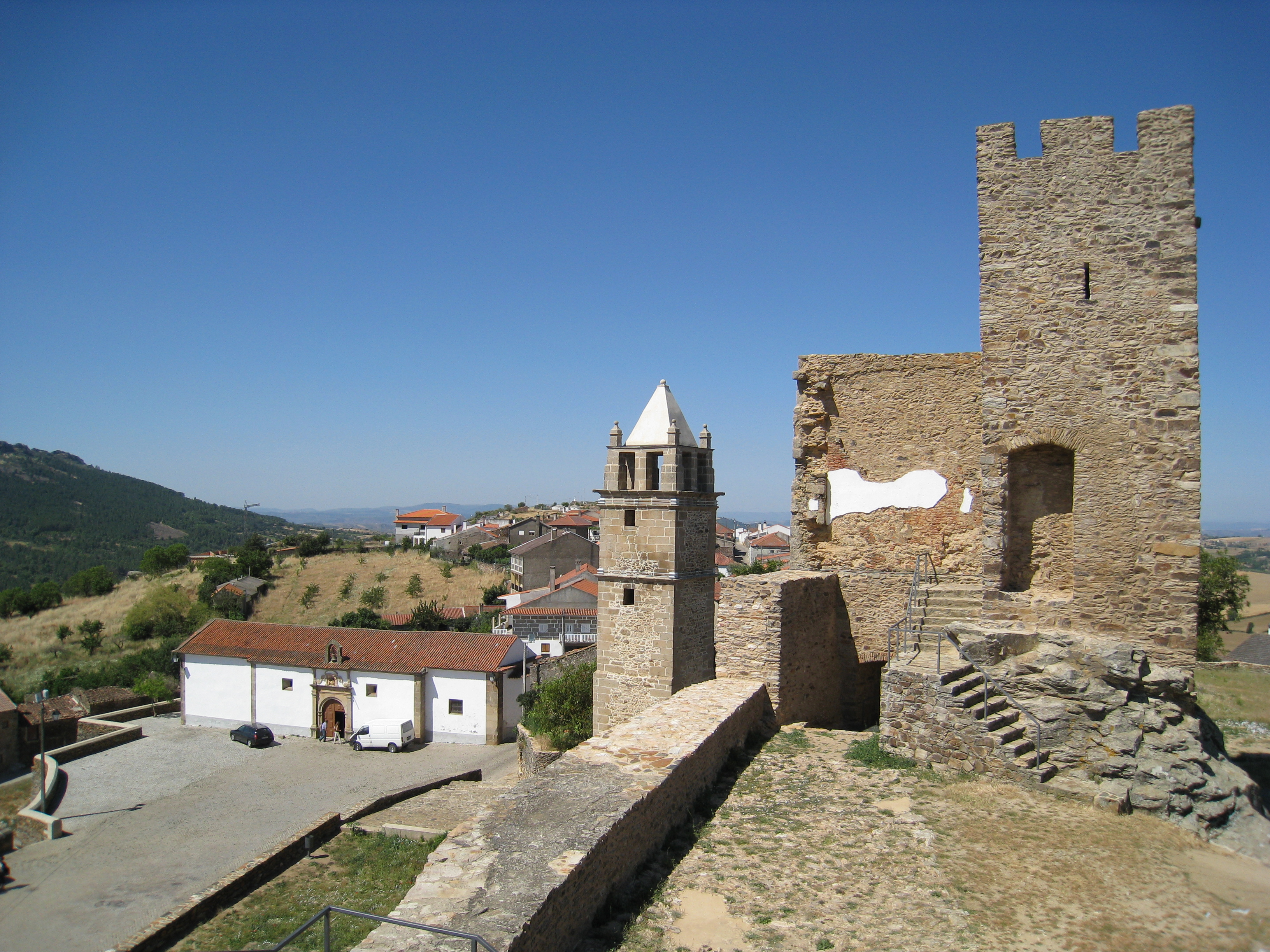
Castillo de Mogadouro
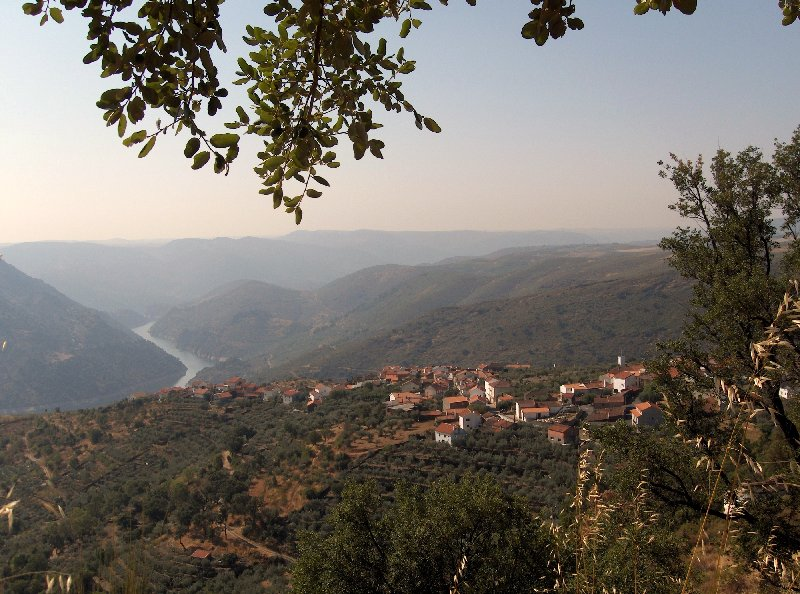
Mazouco
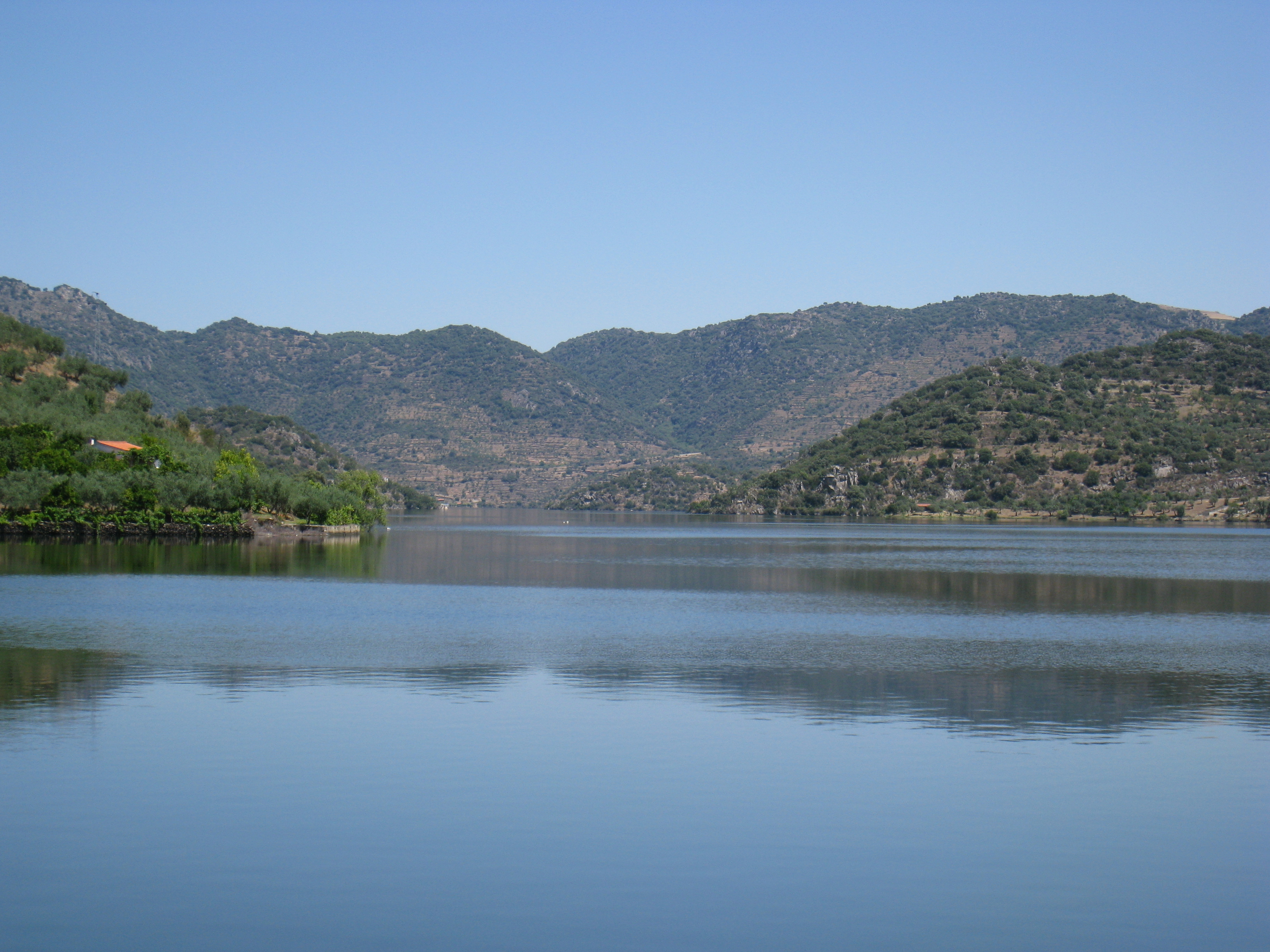
Playa de la Congida
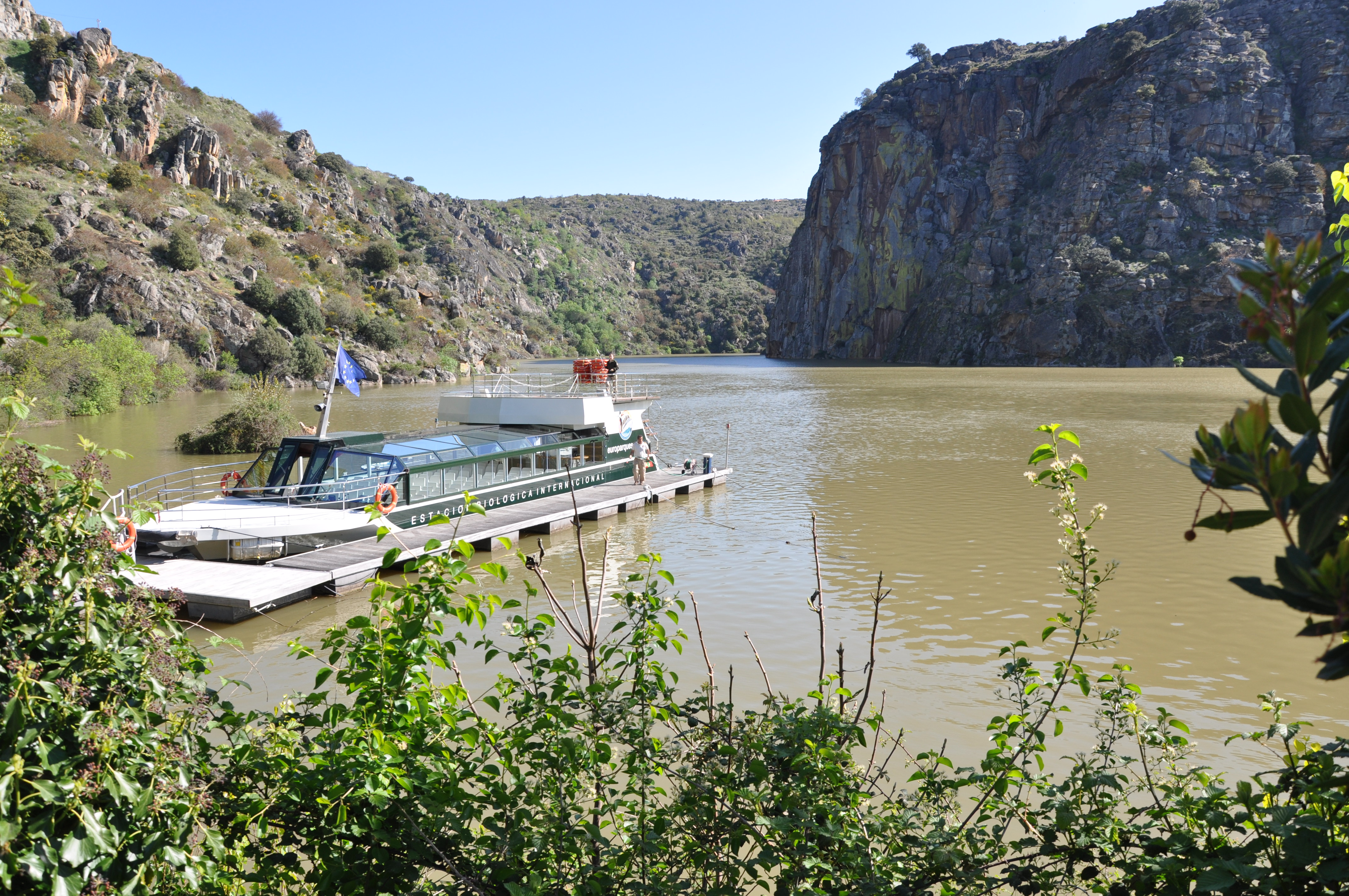
Estación Internacional
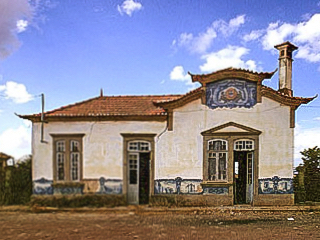
Línea del Sabor

#### Miradores
La peculiaridad de la orografía conlleva la existencia de numerosos miradores naturales, muchos de ellos especialmente habilitados, desde los que se pueden obtener amplias vistas panorámicas.